# Квачантирадзе, Василий Шалвович
Василий Шалвович Квачантирадзе (груз. ვასილ შალვას ძე კვაჭანტირაძე; 2 января [15 января] 1907, Кончкати, Озургетский уезд, Кутаисская губерния, Российская империя — 9 февраля 1950, Гурианта, Махараадзевский район, Грузинская ССР, СССР) — участник Великой Отечественной войны, Герой Советского Союза (1945). Старшина, снайпер 259-го стрелкового полка, 179-й стрелковой Витебской Краснознамённой дивизии, 43-й армии, 1-го Прибалтийского фронта. Дважды кавалер ордена Ленина, ордена Отечественной войны II степени, ордена Красного Знамени, ордена Красной Звезды. Согласно грузинской советской энциклопедии огнём из снайперской винтовки уничтожил 542 солдата и офицера противника. Напарник Фёдора Охлопкова и Кузьмы Смоленского.

## Биография
В 5-м томе грузинской советской энциклопедии указывается дата его рождения - 15 января 1909 года. В 1-м томе книги «Герои Советского Союза: Краткий биографический словарь» — 15 января 1907 года. Документы в ГИС «Память народа» показывают ту же дату.
Родился в селе Кончкати, в бедной крестьянской семье. В 1918 году его родители переехали в Гурианту, где он получил четырехлетнее начальное образование. В 1932-1933 годах проходил срочную военную службу. Член ВКП(б) с 1939 года. Окончил партийную школу, работал секретарём комитета комсомола колхоза. Был женат, имел двоих детей.. Во время Великой Отечественной войны зарекомендовал себя как один из лучших снайперов 43-й армии, ранен в бою 5 раз. Вместе с Кузьмой Смоленским подготовил 50 снайперов. 24 марта 1945 года подписан указ о присвоении ему звания Герой Советского Союза, награждён 4 апреля 1945 года. После войны, с 1947 года, работал председателем колхоза в родном селе Гурианта. Умер 9 февраля 1950 года. 

### Великая Отечественная война
На фронтах войны с лета 1941 года. В составе 650 стрелкового полка, 138-й горнострелковой Краснознамённой дивизии, принял участие в Керченско-Феодосийской десантной операции и Сталинградской битве. С 23 октября по 20 декабря 1941 года, дивизия располагалась в Дарьялском ущелье. 15 января 1942 года, в составе 51 армии, Крымского фронта, дивизия переброшена на Керченский полуостров. 18 июля она вышла к северному берегу Дона.
С 18 октября 1942 года воевал в составе 234-го стрелкового полка, 179-й стрелковой дивизии, 43-й армии, Калининского фронта на территории нынешних Тверской и Смоленской областях. В составе 259-го стрелкового полка принял участие в Смоленской операции. Летом 1944 года, в ходе операции «Багратион», полк принял участие в освобождение Витебска. 
Зимой 1945-го года 259-й стрелковый полк, 179-й стрелковой Витебской Краснознамённой дивизии, 43-й армии, 1-го Прибалтийского фронта, принял участие в освобождении города Мемель. В последующем, большую часть весны, 179-я стрелковая Витебская Краснознамённая дивизия, 4-й ударной армии, Курляндской группы войск, Ленинградского фронта, ведёт практически безуспешные бои с немецкой группой армий «Курляндия».

### Снайперский счёт

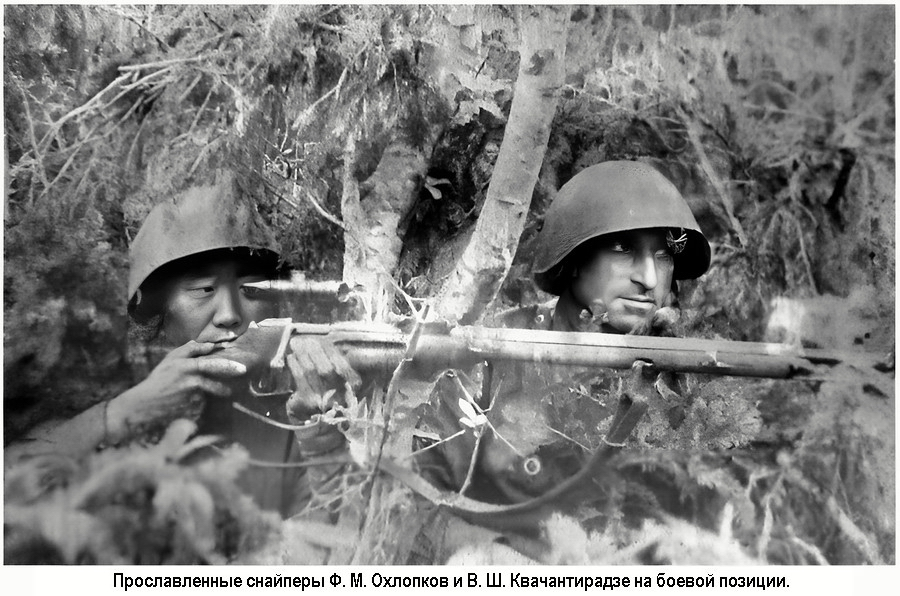
Снайперы Фёдор Охлопков и Васо Квачантирадзе на боевой позиции

Из материалов наградного листа Василия Квачантирадзе в ГИС «Память народа»:

За период пребывания на фронтах Отечественной войны, занимаясь снайперским делом, товарищем Квачантирадзе истреблено:
- На Сталинградском фронте с июня по октябрь 1942 года в составе 650 сп 60 немецких захватчиков [...]
- Находясь в обороне [...] в составе 234 сп - 11 немецких захватчиков [...]
- Находясь в обороне в составе 259 сп [...] с декабря 1942 года по апрель 1943 года [...] 110 немецких солдат и офицеров [...]
- За период [...] с августа 1943 года по апрель 1944 года [...] 121 немецких солдат и офицеров [...]
- За период [...] с июня 1944 года по декабрь 1944 года [...] 215 немцев [...]

Всего к 24 декабря 1944 года им было застрелено 517 солдат и офицеров противника. 
Из материалов газеты «Красная Звезда» от 5 января 1945 года:

[...] На боевом счету Васо Квачантирадзе 521 уничтоженный немец. Ордена Ленина, Красного Знамени, Отечественной войны 2-й степени и Красной Звезды украшают грудь отважного сына грузинского народа. [...] 

В ЖБД 179-й стрелковой Витебской Краснознамённой дивизии за апрель 1945 года есть запись:

[...] Товарищ КВАЧАНТИРАДЗЕ на своем боевом счету имеет 534 истребленных гитлеровцев [...] 

В грузинской советской энциклопедии его итоговый снайперский счёт ставят равным 542:

Квачантирадзе, Василий Шалвович (15.1.1909, село Кончкати, ныне Махараадзевский район - 9.2.1950,
деревня Гурианта, Махараадзевский район), Герой Советского Союза (4.4.1945), старшина, снайпер.
Член ВКП(б) с 1939 года. В годы Великой Отечественной войны (1941-45) воевал под Сталинградом, в Керчи;
Принимала участие в боях за освобождение Белоруссии, Литвы и Латвии. Убил 542 вражеских солдат и
офицеров. Награжден 2 орденами Ленина, 3 другими орденами и медалями.   Т. Чинчилакашвили.
Оригинальный текст (груз.)კვაჭანტირაძე ვასილ შალვას ძე (15.1.1909, სოფ. კონჭკათი, ახლანდ. მახარამის რ-ნი. - 9.2.1950, სოფ. გურიანთა, მახარამის რ-ნი), საბჭ. კავშირის გმირი (4.4.1945), ზემდეგი, სნაიპერი. სკკპ წევრი 1939-იდან. დიდი სამამულო ომის (1941-45) დროს იბრძოდა სტალინგრადთან, ქერჩში; მონაწილეობდა ბელორ., ლიტვ. და ლიტვ. განთავისუფლებისათვის ბრძოლებში. მოსპო მტრის 542 ოფიცერი და ჯარისკაცი. დაჯილდოებულია 2 ლენინის ორდენით, 3 სხვა ორდენით და მედლებით.   ტ. ჩინჩილაკაშვილი.

## Награды
- Медаль «Золотая Звезда» Героя Советского Союза (24.03.1945)
- два ордена Ленина (04.06.1944, 24.03.1945)
- Орден Красного Знамени (11.05.1943)
- Орден Отечественной войны 2-й степени (02.11.1944)
- Орден Красной Звезды (04.12.1942)
- медали

Наградные листы
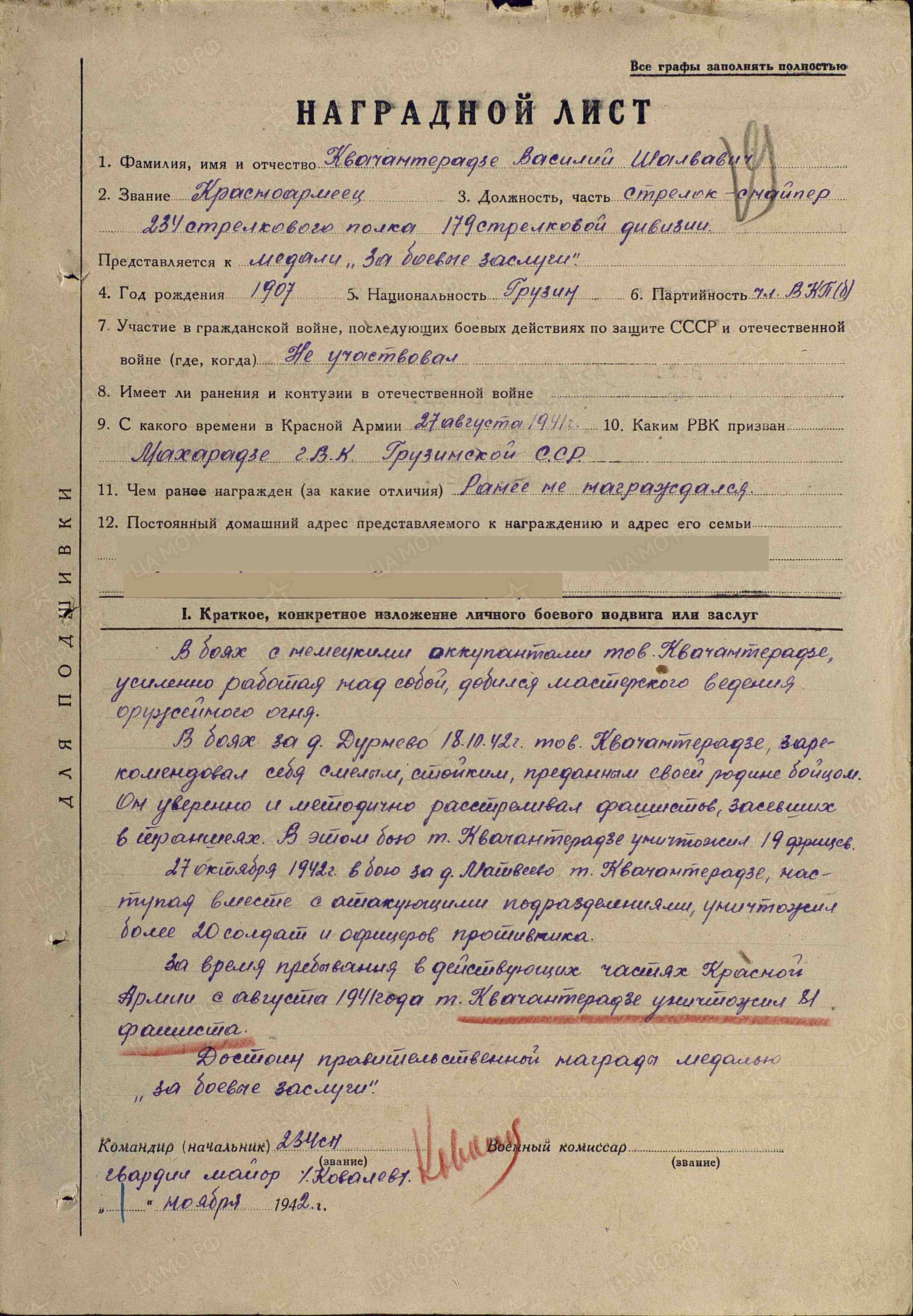
Наградной лист к Ордену Красная Звезда
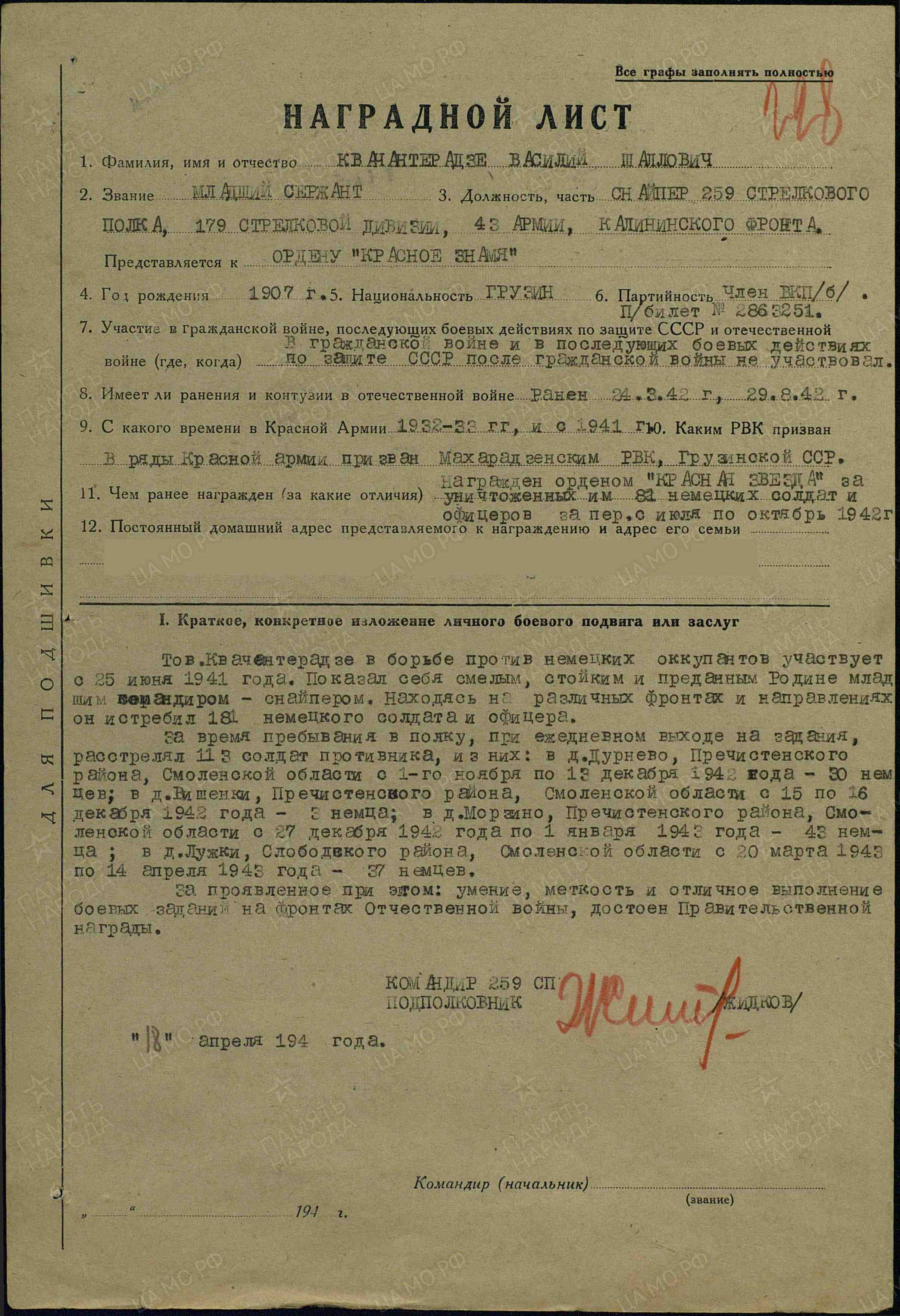
Наградной лист к Ордену Красного Знамени
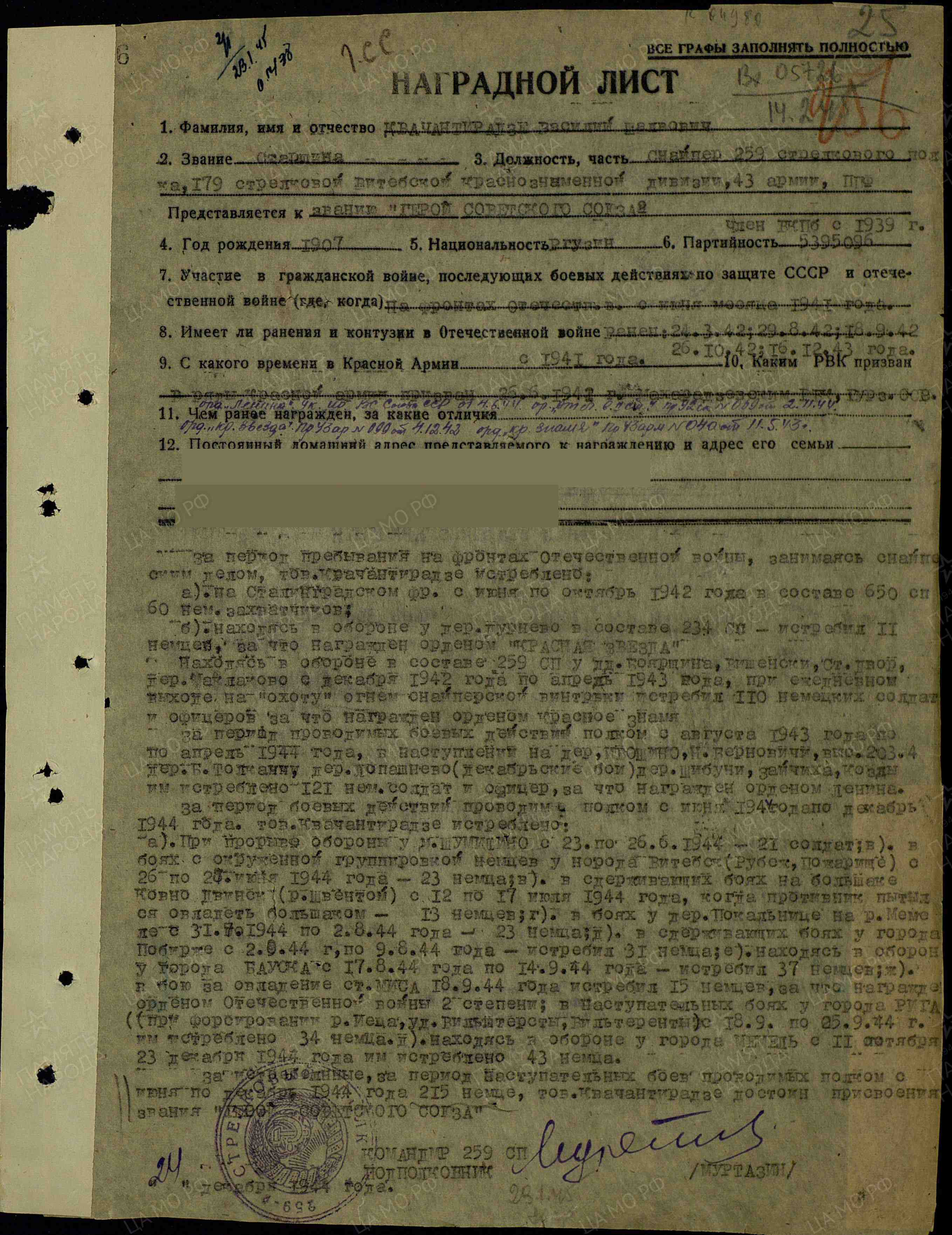
Наградной лист к званию Герой Советского Союза
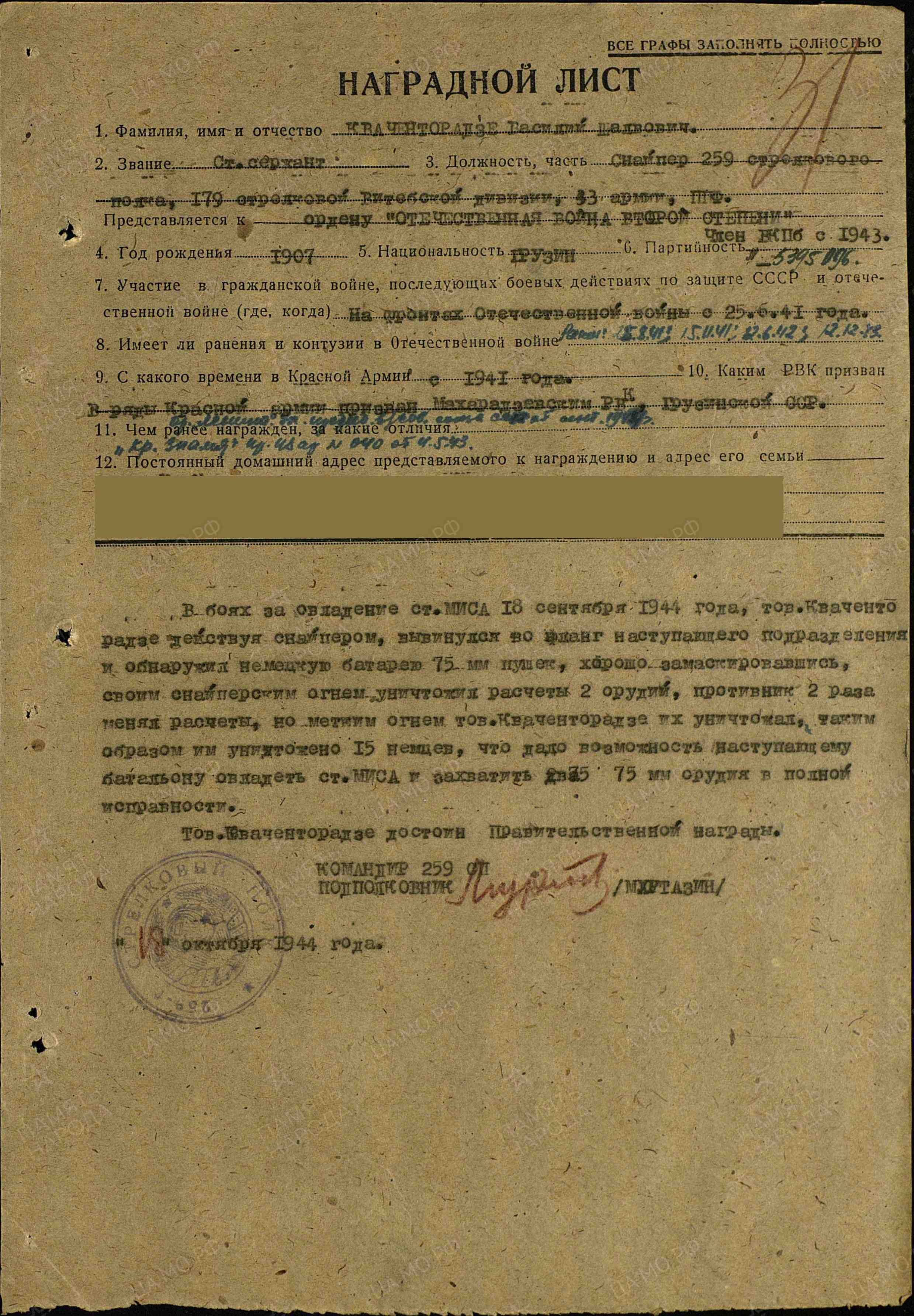
Наградной лист к Ордену Отечественной войны II степени
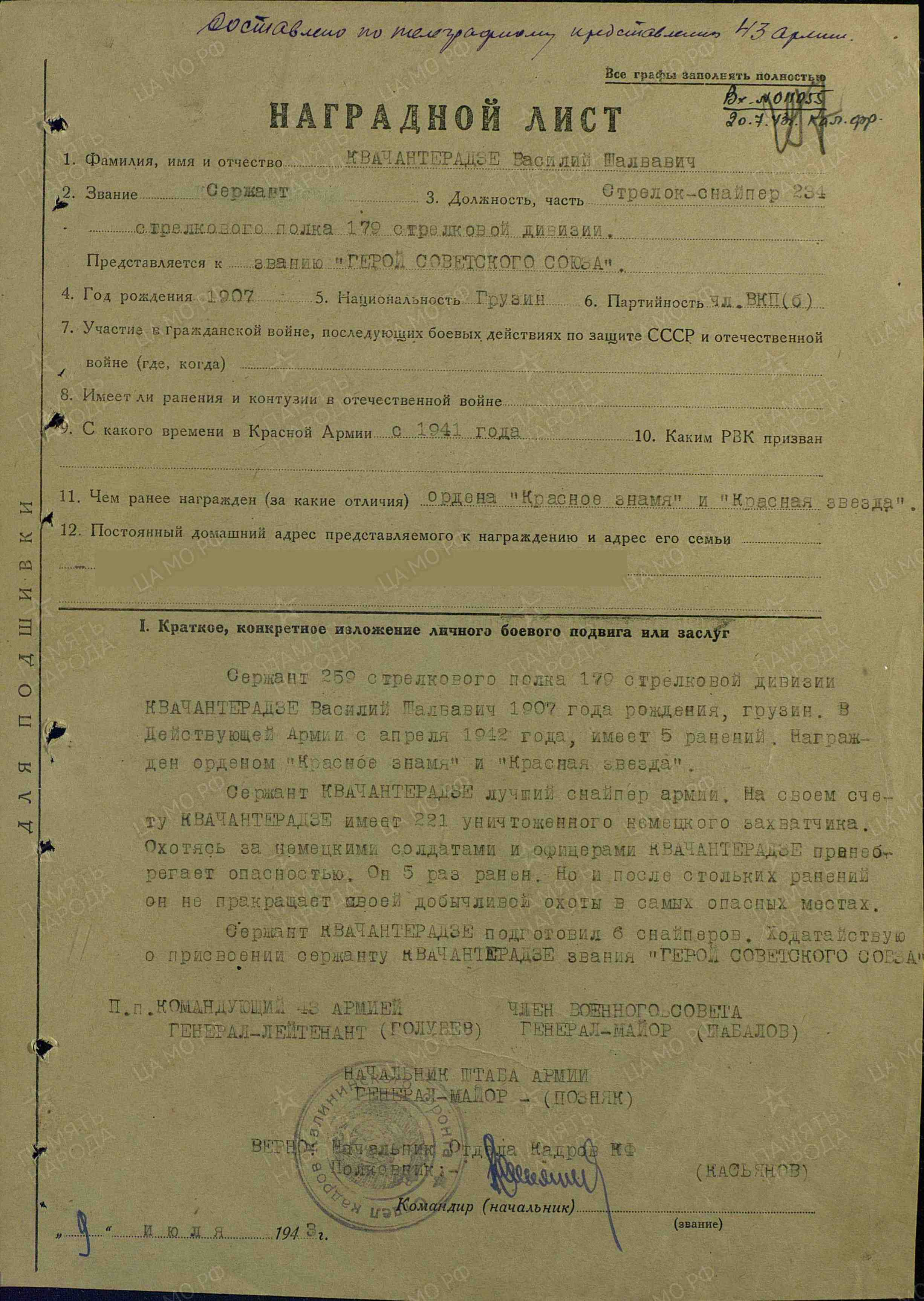
Наградной лист к Ордену Ленина

## Память
[...] Быть командиром для Федора обязанность нелегкая. Хорошо что ребята подобрались надежные. Квачантирадзе знает с декабря 1942 года. Они тогда были вызваны в штаб дивизии и обоим в награду досталось по Красной Звезде. Не раз встречались на слетах и сборах. Этот спокойный и малоразговорчивый грузин, как и Ганьшин, большой мастак бить с дальнего расстояния. Был случай, когда снял фашиста, который ехал на подводе. До фашиста, сидящего на бревне, было примерно километр. Кто видел, встречался с Квачантирадзе, непременно замечал, что глаза у него с кошачьими зрачками. Глаза при свете сияли как бирюза. Его ученик сибиряк Смоленский ныне один из ведущих снайперов дивизии. [...] Кроме всего прочего, штаб 43-й армии выпустил «Памятку снайпера», основу которой составил опыт пяти асов из группы Охлопкова: его самого, Квачантирадзе, Кутенева, Смоленского и Ганьшина. «Памятка», называя их воинами-маяками, признала их бесспорное лидерство в армии. [...] И на самом деле, по разносторонности и скорострельности равного Охлопкову в полку снайпера не было. Квачантирадзе и Ганьшин били очень метко. Но в ведении огня по движущимся целям явно уступали ему. Смоленский, как и его учитель Квачантирадзе, любил поджидать и бить с упора. При стрельбе с рук лучшие результаты достигал молодой казах Атаджанов. Зато он, как житель степей, скажем, в лесистой местности не всегда удачно выбирал место засады, видимо, поэтому предпочитал вести огонь с общей траншеи. Ребята все, если фашист попадет «в их поле зрения», не промахивались. Ганьшин — мастер по чучелам. Квачантирадзе лучше всех умел предугадывать поведение противника. [...]
В обращении говорилось:
«Родной наш товарищ, дорогая Зина!
... Мы слышим твой голос, мы видим твои страдания! Сердцем своим солдатским мы с тобой в этот суровый час. Крепись, родная, близок светлый день радости, близка победа!
... 1333 немца полегло костьми от наших снайперских пуль. Этот счет мы будем увеличивать изо дня в день.
Сегодня мы обращаем свое слово к снайперам нашего фронта:
«Мстите, товарищи, за горе и муки Зины Туснолобовой, за русских девушек, за их погубленную жизнь. Ни одной минуты не давайте покоя врагам!..
Мы выйдем, дорогая наша сестра, на «охоту» и откроем счет мести в честь твоего светлого имени. Будь уверена, родная, что ни один фриц, которого увидит наш глаз, не уйдет живым.
Счастья и успеха желаем тебе, наш боевой товарищ, дорогая Зина!
Снайперы сержанты Ф. Охлопков, В. Квачантирадзе, К. Смоленский, Л. Ганьшин». [...]